# Lommedalen
Lommedalen este o localitate din comuna Bærum, provincia Akershus, Norvegia, cu o suprafață de 3,97 km² și o populație de 11.349 locuitori (2013).